# Eutropis andamanensis
Eutropis andamanensis (андаманський трав'яний сцинк) — вид сцинкоподібних ящірок родини сцинкових (Scincidae). Ендемік Індії.

## Поширення і екологія
Андаманські трав'яні сцинки мешкають на островах Північний Андаман і Південний Андаман та на Малих Андаманських островах в групі Андаманських островів. Вони живуть у вологих тропічних лісах, на кокосових плантаціях та в садах.